# تاكومي كوماتسو
تاكومي كوماتسو (باليابانية: 小松拓幹) هو لاعب كرة قدم ياباني، ولد في 1997. لعب مع Kamatamare Sanuki ‏.

## وصلات خارجية
- تاكومي كوماتسو على موقع رابطة كرة القدم اليابانية للمحترفين (اليابانية)
- تاكومي كوماتسو على موقع قاعدة بيانات كرة القدم.إي يو (الإنجليزية)
- تاكومي كوماتسو على موقع Soccerway.com (الإنجليزية)